# Tarachodes similis
Tarachodes similis är en bönsyrseart som beskrevs av Gillon och Roger Roy 1968. Tarachodes similis ingår i släktet Tarachodes och familjen Tarachodidae. Inga underarter finns listade i Catalogue of Life.